# Nemastoma formosum
Nemastoma formosum is een hooiwagen uit de familie aardhooiwagens (Nemastomatidae). Het werd een junior subjectief synoniem van Nemastomella bacillifera bacillifera (Simon, 1879) in Schönhofer (2013). Na 2023 de geldige combinatie is Nemastomella bacillifera (Simon, 1879).